# 黃訓
黃訓（1490年—1541年），字尹言，號鑑塘，後更字學古，號黄潭，直隸徽州府歙縣人，民籍，明朝政治人物。

## 生平
嘉靖四年（1525年）乙酉科應天府鄉試第十一名舉人。嘉靖八年（1529年）中式己丑科會試第六十四名，登第三甲第一百一十三名進士。初授嘉興縣知縣。以政最召至京，拒絕索賄，授兵部車駕司主事，歷武选司员外郎、郎中。嘉靖二十年，擢官湖廣按察司副使，赴任時卒于途中。

## 著作
所著有《黄潭先生文集》《讀書一得》《大學衍義膚》。

## 家族
曾祖黃仲旭；祖父黃文器；父黃琛，母殷氏。